# René Urtreger
René Urtreger (Parijs, 6 juli 1934) is een Franse jazzpianist in de bopstijl.

## Biografie
Urtreger werd geboren in Parijs en begon zijn pianostudie op 4-jarige leeftijd. Hij studeerde eerst privé en daarna aan het conservatorium. Hij studeerde met een oriëntatie op jazz en speelde in de kleine Parijse club Sully d 'Auteuil. Onder leiding van Hubert Damisch had de Sully een orkest van getalenteerde studenten, waaronder Sacha Distel en Louis Viale. In 1953 won Urtreger de eerste prijs bij een pianowedstrijd voor amateurs en besloot vanaf dat moment om beroepsmuzikant te worden.
In 1954 begeleidde hij tijdens een Parijse concert twee grote Amerikaanse expats: saxofonist Don Byas en trompettist Buck Clayton. Hun samenwerking in de Salon du Jazz werd een van de meest gevraagde Franse uitvoeringen van de Amerikaanse muzikanten, die door de Franse hoofdstad toerden. Na van 1955 tot 1957 in het leger te hebben gediend, speelde Urtreger in een club op de linkeroever van de Seine, de beroemde Club Saint-Germain. Opnieuw werkte hij samen met twee jazzmeesters: Miles Davis en Lester Young. Zijn werk maakte zo'n indruk op de laatste dat Urteger Young vergezelde voor een korte tournee door Europa in 1956. In december 1957 maakte hij deel uit van de band van Davis, die de soundtrack opnam voor de film Ascenseur pour l'échafaud.

## Onderscheidingen
- 1997: Grand Prix SACEM
- 2000: Grand Prix du Disque
- 2000: Victoire de la Musique, Category Jazz, voor het album HUM
- 2005: Honorary Victoire de la Musique voor zijn Overall Contribution
- 2006: Officer of the Order of Arts and Literature

## Discografie

### Als leader
- 1955: Joue Bud Powell (Barclay)
- 1957: Rene Urtreger Trio (Versailles)
- 1958: Jazz Piano International met Derek Smith, Dick Katz (Atlantic)
- 1960: Hum! met Daniel Humair, Pierre Michelot (Vega)
- 1961: Les Double Six (Columbia)
- 1970: Pianos Puzzle (Saravah)
- 1978: Recidive (Sonopresse)
- 1979: Urtreger Michelot Humair met Pierre Michelot & Daniel Humair (Carlyne)
- 1980: En Direct D'Antibes (Carlyne)
- 1985: Jazzman (Carlyne)
- 1987: Masters met Niels-Henning Orsted Pedersen (Carlyne)
- 1990: Serena (Carlyne)
- 1991: Didi's Bounce (Saravah)
- 1997: Move (Black and Blue)
- 2000: Et Maintenant met Jean-Pierre Cassel (Kiron Musik)
- 2001: Onirica (Sketch)
- 2006: Tentatives (Minium/Discograph)
- 2006: Something to Live For met Isabelle Georges (Elabeth)
- 2007: Live (Atelier Sawano)
- 2009: 75 (Carlyne)
- 2014: Rene Urtreger Yves Torchinsky Eric Dervieu (Carlyne)
- 2017: Premier Rendez-Vous with Agnes Desarthe (Naive)

### Als sideman
Met Chet Baker
- 1992: Brussels 1964 (Landscape)
- 1959: Chet Baker and His Quintet with Bobby Jaspar (Barclay)
- 1975: Chet Baker in Paris 1955-1956 (Blue Star)
- 1989: Chet Baker, Rene Urtreger, Aldo Romano, Pierre Michelot (Carlyne)
- 1992: Brussels 1964 (Landscape)

Met Miles Davis
- 1958: Ascenseur Pour L'Echafaud (Fontana)
- 1959: Jazz Track (Columbia)
- 1984: The Complete Amsterdam Concert (Celluloid)

Met Claude Francois
- 1969: A L'Olympia (Philips)
- 2014: J'y Pense et Puis J'oublie (Mercury)
- 2014: Une Petite Larme M'a Trahi (Mercury)

Met Stan Getz
- 1985: With European Friends (LRC)
- 1987: In Paris 1958-1959 (Royal)
- 1990: Pennies from Heaven (Eclipse)
- 1992: Sweetie Pie (Philology)

Met Lester Young
- 1959: Le Dernier Message de Lester Young (Barclay)
- 1960: Lester Young in Paris (Verve)
- 2002: Prez in Europe (HighNote)

Met anderen
- 1955: Lionel Hampton, Crazy Rhythm (EmArcy)
- 1955: Lionel Hampton, Jam Session in Paris (EmArcy)
- 1956: Bobby Jaspar, Bobby Jaspar and His All Stars (EmArcy)
- 1956: Hubert Fol, You Go to My Head (Barclay)
- 1956: Kenny Clarke, Plays Andre Hodeir (Philips)
- 1958: Henri Crolla, Stephane Grappelli, Notre Ami Django Hommage de Ses Compagnons (Vega)
- 1960: Michel Hausser, Up in Hamburg (Columbia)
- 1960: Michel Hausser, Vibes + Flute (Columbia)
- 1965: Nathan Davis, Peace Treaty (SFP)
- 1965: Stuff Smith & Stephane Grappelli, Stuff and Steff (Barclay)
- 1982: Elek Bacsik & Stephane Grappelli, Europa Jazz (Europa Jazz)
- 1984: Jimmy Gourley, Jimmy Gourley and the Paris Heavyweights (52e Rue Est)
- 1991: Stephane Grappelli, Stephane Grappelli (Gitanes Jazz)
- 1995: Gary Burton, Live in Cannes (Jazz World)
- 2000: Rene Thomas, The Real Cat (Gitanes Jazz)
- 2000: Gary Burton, No More Blues (TKO Magnum)
- 2005: Anne Ducros, Piano, Piano (Dreyfus)
- 2008: Didier Lockwood, For Stephane (Ames)

- Bibliothèque nationale de France: cb139006521 (data)
- Gemeinsame Normdatei: 134629248
- International Standard Name Identifier: 0000 0000 5515 119X
- Library of Congress Control Number: nr92021630
- Nationale Bibliotheek van Letland: 000038235
- MusicBrainz: ac67fbe3-86a6-4e94-acc4-c71eb4203d57
- Nationale Bibliotheek van Tsjechië: xx0207382
- Nationale Bibliotheek van Israël: 987007408577205171
- SNAC: w68w5p9g
- Système universitaire de documentation: 078532671
- Virtual International Authority File: 74039095
- WorldCat: E39PBJrGyjqBDT3ppcmfhf7JXd